# Вайзата (Міннесота)
Вайзата (англ. Wayzata) — місто (англ. city) в США, в окрузі Ганнепін штату Міннесота. Населення — 4434 особи (2020).

## Географія
Вайзата розташована за координатами 44°58′17″ пн. ш. 93°30′49″ зх. д. / 44.97139° пн. ш. 93.51361° зх. д. (44.971339, -93.513660).  За даними Бюро перепису населення США в 2010 році місто мало площу 8,18 км², з яких 7,97 км² — суходіл та 0,20 км² — водойми.

## Демографія
Згідно з переписом 2010 року, у місті мешкало 3688 осіб у 1795 домогосподарствах у складі 944 родин. Густота населення становила 451 особа/км².  Було 2041 помешкання (250/км²).
Расовий склад населення:
| - 92,5 % — білих - 3,0 % — чорних або афроамериканців - 1,3 % — азіатів - 0,4 % — корінних американців - 0,1 % — вихідців з тихоокеанських островів - 1,5 % — осіб інших рас |

До двох чи більше рас належало 1,1 %. Частка іспаномовних становила 3,6 % від усіх жителів.
За віковим діапазоном населення розподілялося таким чином: 19,1 % — особи молодші 18 років, 58,7 % — особи у віці 18—64 років, 22,2 % — особи у віці 65 років та старші. Медіана віку мешканця становила 47,8 року. На 100 осіб жіночої статі у місті припадало 90,6 чоловіків;  на 100 жінок у віці від 18 років та старших — 87,6 чоловіків також старших 18 років.
Середній дохід на одне домашнє господарство  становив 125 229 доларів США (медіана — 67 835), а середній дохід на одну сім'ю — 174 440 доларів (медіана — 99 943). Медіана доходів становила 64 286 доларів для чоловіків та 41 458 доларів для жінок. За межею бідності перебувало 5,0 % осіб, у тому числі 3,2 % дітей у віці до 18 років та 8,9 % осіб у віці 65 років та старших.
Цивільне працевлаштоване населення становило 2098 осіб. Основні галузі зайнятості: освіта, охорона здоров'я та соціальна допомога — 19,3 %, науковці, спеціалісти, менеджери — 15,0 %, виробництво — 14,1 %.